# Heinivuoma-Pietinvuoma
Heinivuoma-Pietinvuoma este o arie protejată (arie specială de conservare — SAC, sit de importanță comunitară — SCI) din Finlanda întinsă pe o suprafață de 680 ha, integral pe uscat.

## Localizare
Centrul sitului Heinivuoma-Pietinvuoma este situat la coordonatele 66°19′10″N 23°56′19″E / 66.3194°N 23.9386°E.

## Înființare
Situl Heinivuoma-Pietinvuoma a fost declarat sit de importanță comunitară în august 1998 pentru a proteja 1 specie de plante. Situl a fost protejat și ca arie specială de conservare în aprilie 2015.

## Biodiversitate
Situată în ecoregiunea boreală, aria protejată conține 5 habitate naturale: Lacuri și iazuri distrofice naturale, Izvoare fino-scandinave și mlaștini produse de izvoare bogate în minerale, Turbării Aapa, Taiga vestică, Mlaștini împădurite.
La baza desemnării sitului se află o specie protejată de  plante: Ranunculus lapponicus.
Pe lângă speciile protejate, pe teritoriul sitului au mai fost identificate 1 specie de plante.